# Sân bay quốc tế Seychelles
Sân bay quốc tế Seychelles (IATA: SEZ, ICAO: FSIA) là một sân bay trên đảo Mahé, Seychelles gần thủ đô Victoria.
Sâb bay quốc tế Seychelles là trung tâm hoạt động của Air Seychelles.

## Các hãng hàng không và các tuyến điểm
- Air Austral (St Denis - Reunion)
- Air Seychelles (Bangkok-Suvarnabhumi, Johannesburg, London-Heathrow, Milan-Malpensa, München, Paris-Charles de Gaulle, Port Louis, Praslin, Rome-Fiumicino, Singapore[tiếp tục vào ngày 1 tháng 7 năm 2008])
- Condor Airlines (Frankfurt, Munich)
- Emirates (Dubai)
- Kenya Airways (Nairobi)
- Neos (Milan-Malpensa)
- OrangeWings (Amsterdam)
- Qatar Airways (Doha)